# Майдан Незалежності
Майда́н Незале́жності (розм. Майда́н) — центральна площа Києва.
Розташований між Хрещатиком, вулицями Бориса Грінченка, Софіївською, Малою Житомирською, Михайлівською, Костельною, алеєю Героїв Небесної Сотні, вулицею Архітектора Городецького та провулком Тараса Шевченка.

## Назва
- Хрещатицька площа (1830—1876)
- Думська площа (1876—1919)
- Радянська площа (1919—1935)
- Площа Калініна (1935—1977)
- Площа Жовтневої революції (1977—1991)
- З 1991 року Майдан Незалежності

## Історія

### До XX століття

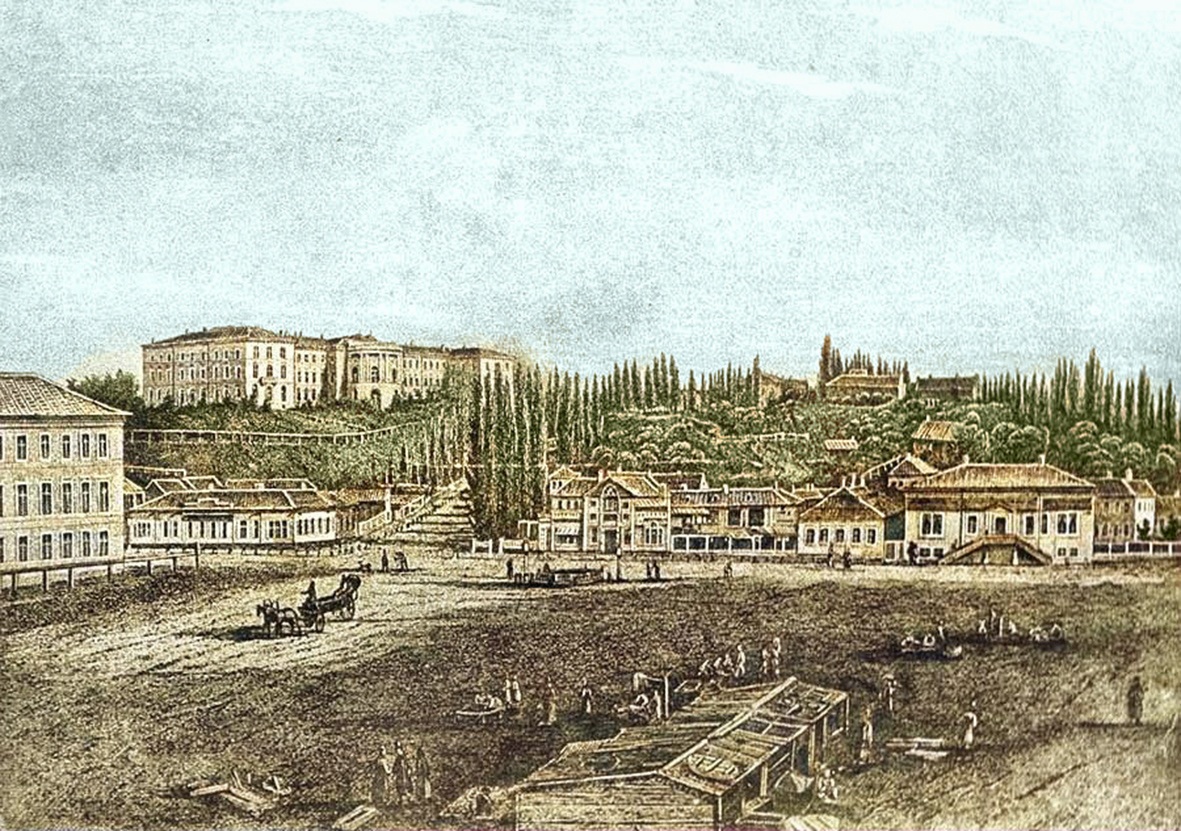
Хрещатицький майдан (1860-ті роки)

До кінця X століття ця місцина, як і весь теперішній Хрещатик, звалася Перевісищем і була болотом. Там, де тепер починається Софійська вулиця, була Лядська брама, що вела до Верхнього міста.
На території майдану в XVIII столітті збудували кам'яні фортечні мури та так звані Печерські ворота, які існували до 1833 року. Наприкінці XVIII — на початку XIX століття являв собою пустир — так зване Козине болото. До нього підходили оборонні вали, край підніжжя яких була насипана гребля і стояв водяний млин.
У 1730-х роках тут з'явилися перші дерев'яні, а у 1850-х роках — кам'яні будинки. У 1869 році місцевість дістала назву Хрещатицька площа. До 1871 року на майдані був ринок, відбувалися циркові вистави, гуляння.
1851 року на майдані споруджено першу велику цегляну будівлю — будинок Дворянського зібрання (архітектор Олександр Беретті; наразі на цьому місці Будинок профспілок України).
У 1874—1876 роках споруджена будівля Міської думи на Хрещатицькій площі, за проєктом Київського архітектора німецького походження Олександра Шіле (1830—1897), який обіймав посаду міського архітектора. Крім кімнат для міської управи та зали засідань, тут також були крамниці, художня школа Миколи Мурашка, перший в Європі пункт нічних лікарських чергувань. Як орган влади Київська дума проіснувала до 1919 року. Тоді ж із приходом більшовиків споруду зайняли різні адміністративні установи, а фігуру архистратига Михаїла замінила червона зірка.
Міська дума залишалася неушкодженою під час жахливих вибухів та пожеж у вересні 1941 року. Тоді ж площа дістала назву Думської. 1 листопада 1941 року радянські підпільники підпалили будівлю Міської думи, яка знаходилася на місці сучасного Майдану Незалежності. Внаслідок пожежі був істотно пошкоджений останній поверх, але за свідченнями істориків та краєзнавців споруду можна було б відбудувати. Після завершення війни обгорілу будівлю Міської думи було розібрано для створення нового радянського «обличчя» майдану.

### XX століття
1912 року — поблизу майдану збудовано Хмарочос Гінзбурга, перший хмарочос України.
Вересень 1913 року — перед будинком Міської думи урочисто відкрили пам'ятник Петрові Столипіну (зруйнований 16 (29) березня 1917 року).
Лютий 1919 року — у будинку № 2 працювала радянська комендатура міста, яку очолював Микола Щорс.
Березень 1919 року — площа отримала назву Радянська.
1922 рік — на майдані встановили пам'ятник Карлові Марксу (скульптор Йосип Чайков; у 1930-х роках демонтований).
1935 рік — Радянський майдан перейменували на майдан імені Калініна (на відзнаку 60-річчя Михайла Калініна), у 1944 році цю назву було підтверджено.
У 1941—1943 роках під час нацистської окупації майдан мав назви Думського та Майдану імені 19 Вересня.
1961 рік — відкрито 16-поверховий готель «Москва» (2001 року перейменовано на готель «Україна»).
17 грудня 1976 року була відкрита станція метро «Площа Калініна» (з 17 жовтня 1977 року — «Площа Жовтневої революції», з 26 серпня 1991 року й донині — «Майдан Незалежності»)
1977 рік — на площі встановили монумент Великій Жовтневій соціалістичній революції (демонтований 1991 року). Після реконструкції отримала назву площа Жовтневої революції, на честь Жовтневої революції 1917 року, назву площа Калініна дістала теперішня Михайлівська площа).
У 1989 році обвалилися колони порталу Київського головпоштамту, внаслідок трагедії загинуло 11 осіб.
У 1990 році на площі відбувалося голодування студентів, яке надалі отримало назву Революція на граніті.

### XXI століття
Серпень 1991 року — площа отримала сучасну назву на честь проголошення Україною державної незалежності. Варто відзначити, що в побуті назва майдан Незалежності використовувалася вже з 1990 року, цю назву зафіксовано під час Революції на граніті в жовтні 1990 року.
2001 рік — проведена реконструкція майдану: встановлено ряд пам'ятників, зокрема, Монумент Незалежності, відкрито підземний ТЦ «Глобус», прибрано великий фонтан (так звану «Рулетку»; у 2011 році його було встановлено у приватному ландшафтному парку в селі Буки Сквирського району.
Узимку 2000—2001 рр. на Майдані відбувались акції протесту «Україна без Кучми».
2004 рік — майдан став центром Помаранчевої революції.
2010 рік — відбувались акції протесту проти Податкового кодексу.
2013 рік — 21 листопада, у 9-ту річницю Помаранчевої революції, розпочався Євромайдан — масова акція протесту проти призупинення курсу держави на асоціацію з Євросоюзом. Згодом ці події переросли у Революцію Гідності, що підняло хвилю маніфестацій і протестів проти режиму Віктора Януковича, найбільшу з часів здобуття Україною незалежності.
18—20 лютого 2014 року на Майдані відбувалося силове протистояння, у результаті якого були значні жертви серед протестувальників, Майдан був серйозно пошкоджений; окрім того, у ніч на 19 лютого був спалений Будинок профспілок України. Наметове містечко Євромайдану було розібране лише 9 серпня.

## Особистості
У будинку Гудовського, що до 1979 року стояв між вулицями Малою Житомирською і Михайлівською, 1859 року жив Т. Г. Шевченко.
В одному з приміщень будинку Міської думи деякий час працювала Рисувальна школа М. І. Мурашка.

## Примітні споруди
- Монумент Незалежності
- Жовтневий палац
- Будинок профспілок України
- Київський головпоштамт
- Національна музична академія України
- Лядські ворота
- Готель «Україна»
- Готель «Козацький»
- Пам'ятник козаку Мамаю

## Цікаві факти
Дуже часто в розмовній мові називається просто як Майдан, з великої літери.

## Зображення

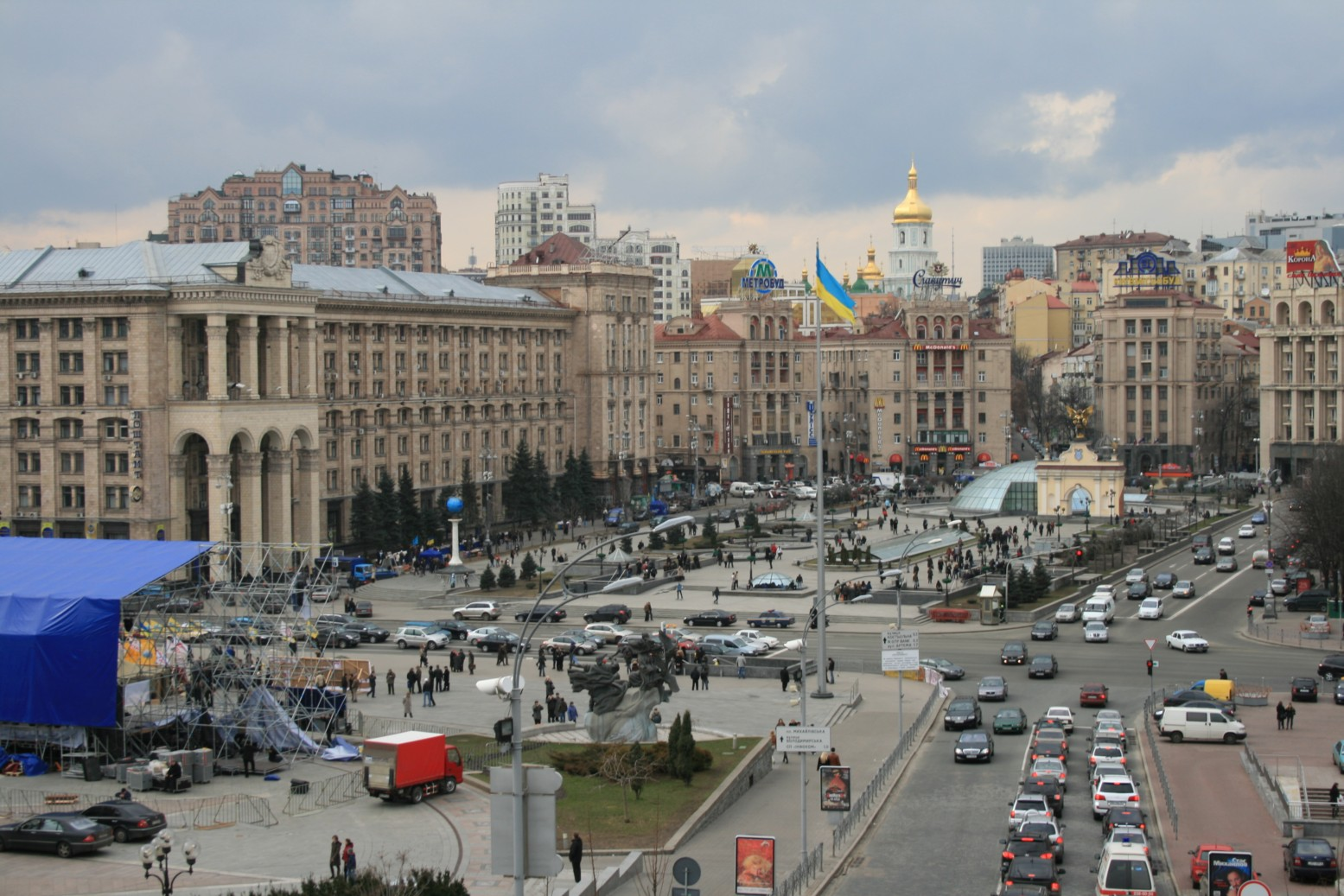
Загальний вигляд
Загальний вигляд (1975)
Загальний вигляд (2015)
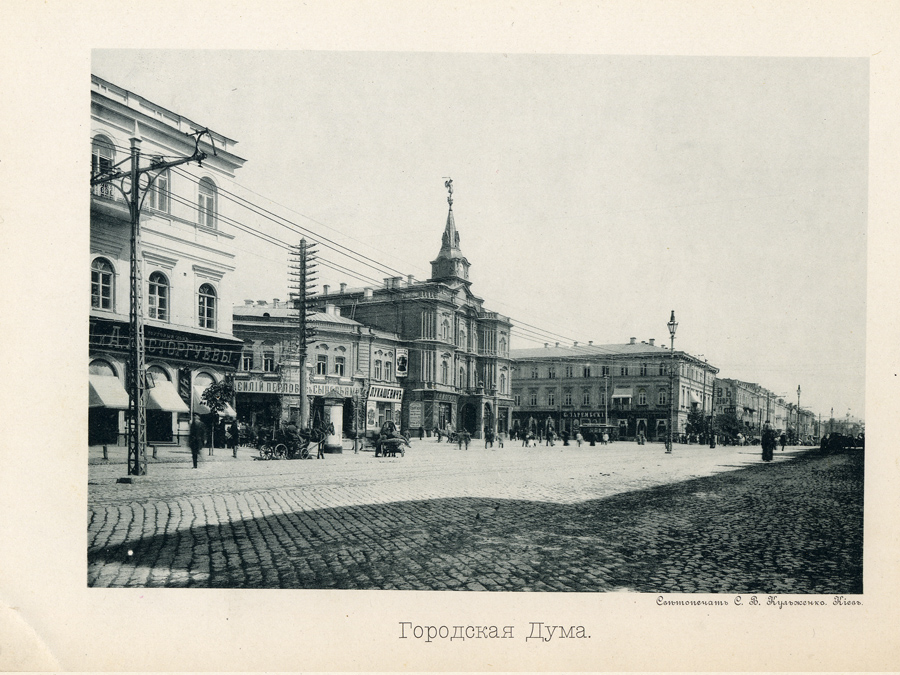
Думська площа, поч. XX століття
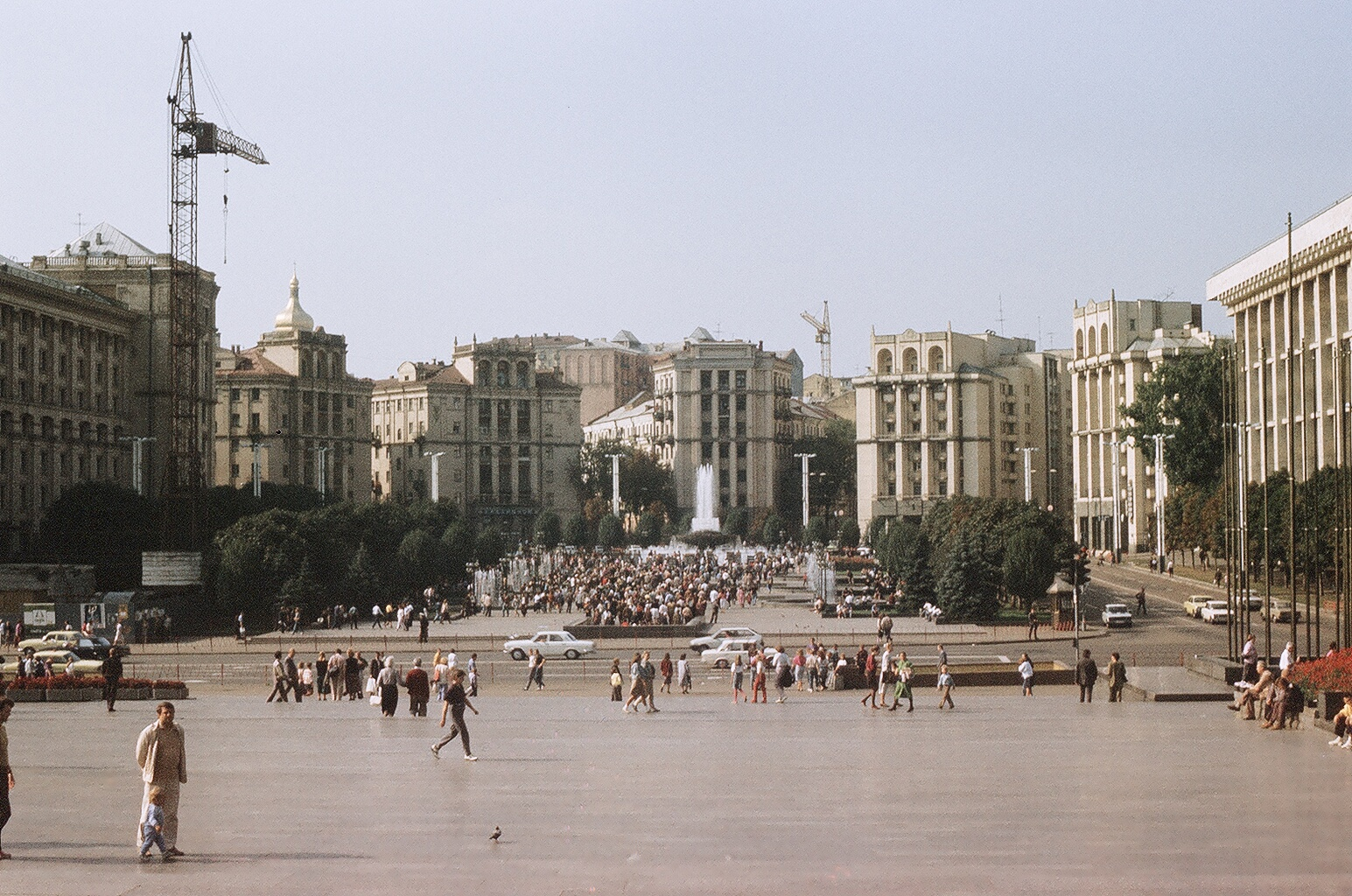
Вигляд Майдану на початку 1990-х років
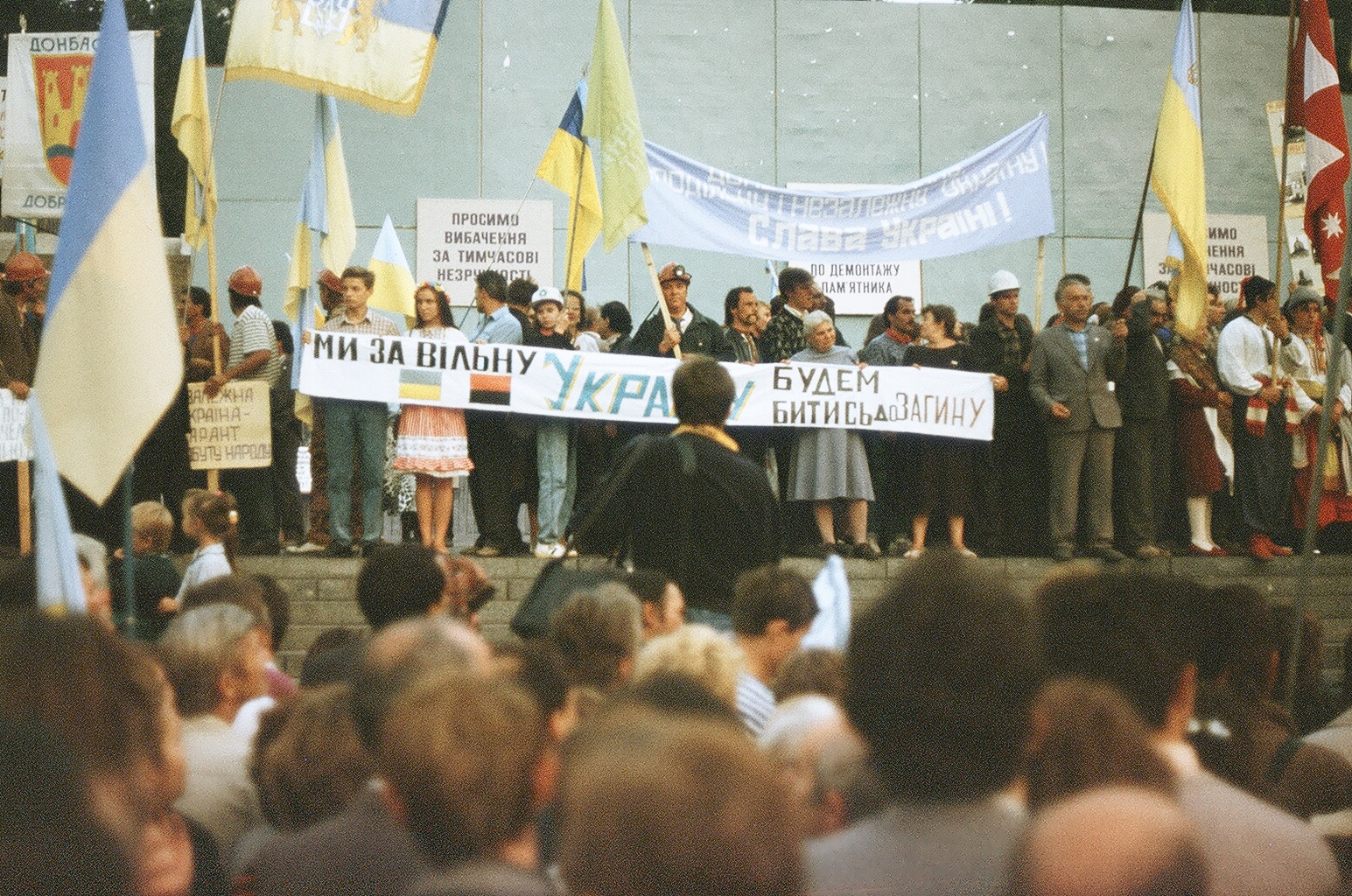
Мітинг на Майдані Незалежності, 1990-ті роки
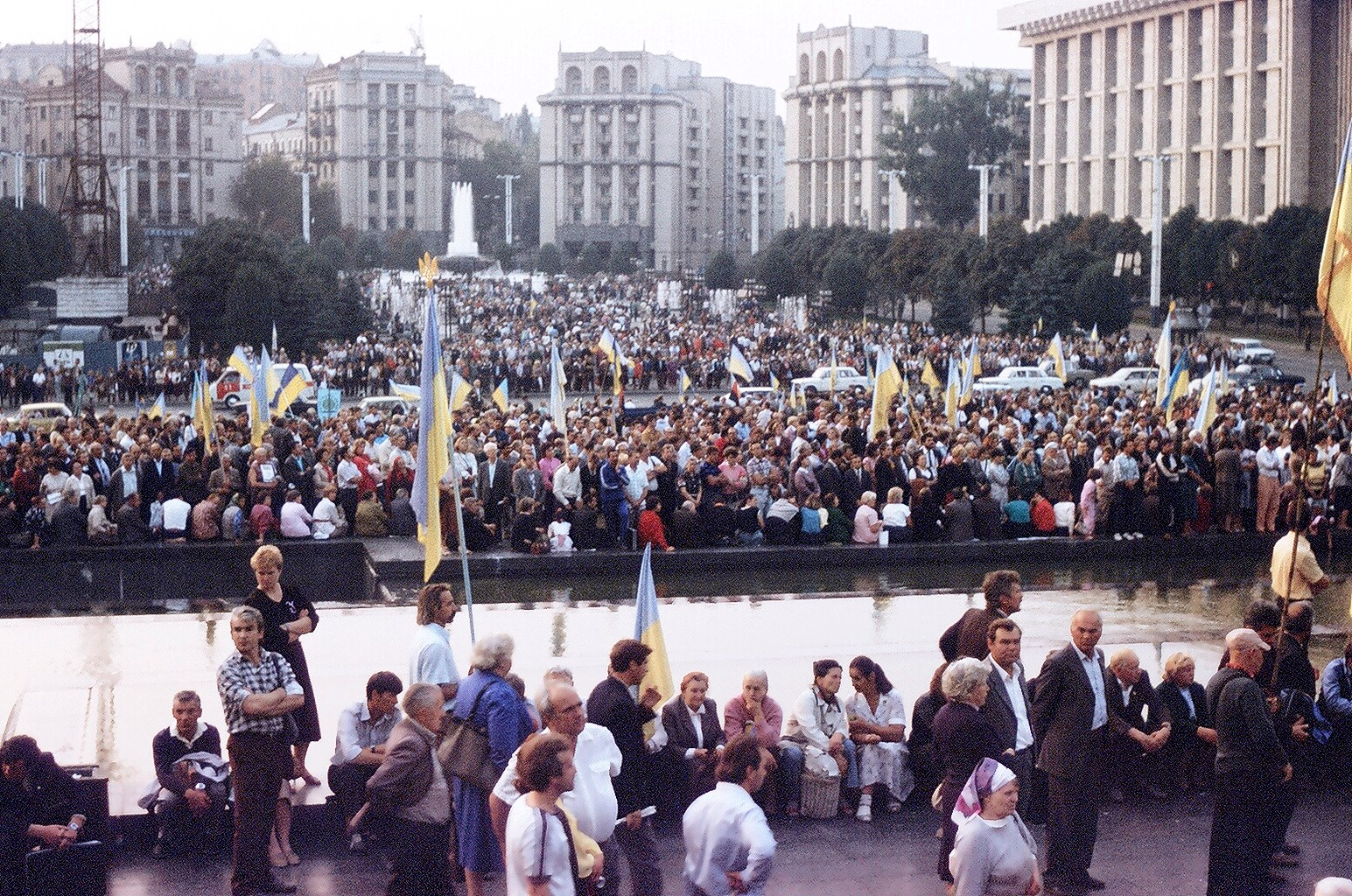
Велелюдний мітинг на Майдані Незалежності, 1990-ті роки
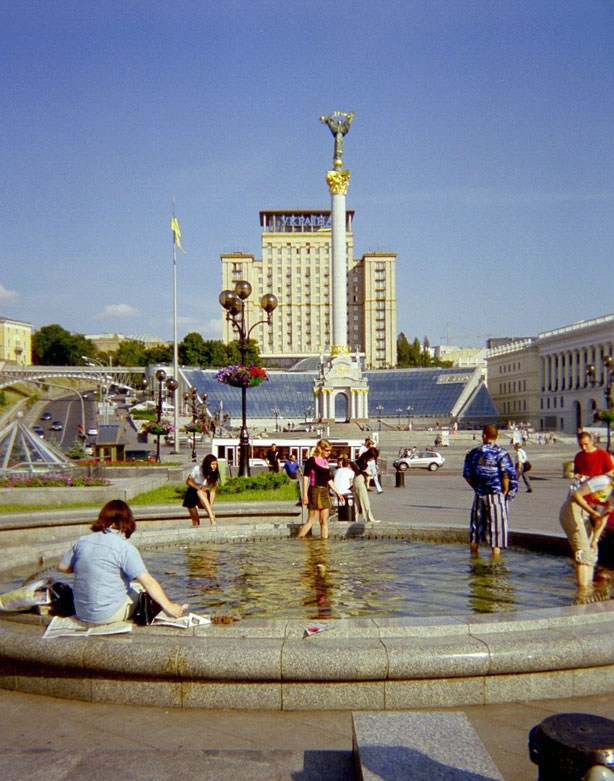
Вигляд Майдану після реконструкції 2001 року
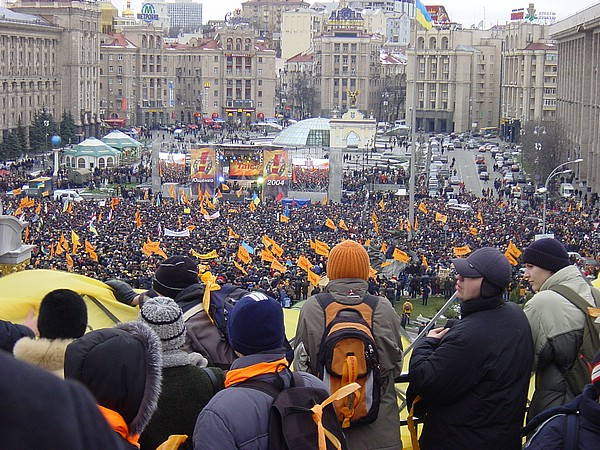
Майдан Незалежності в часи Помаранчевої революції
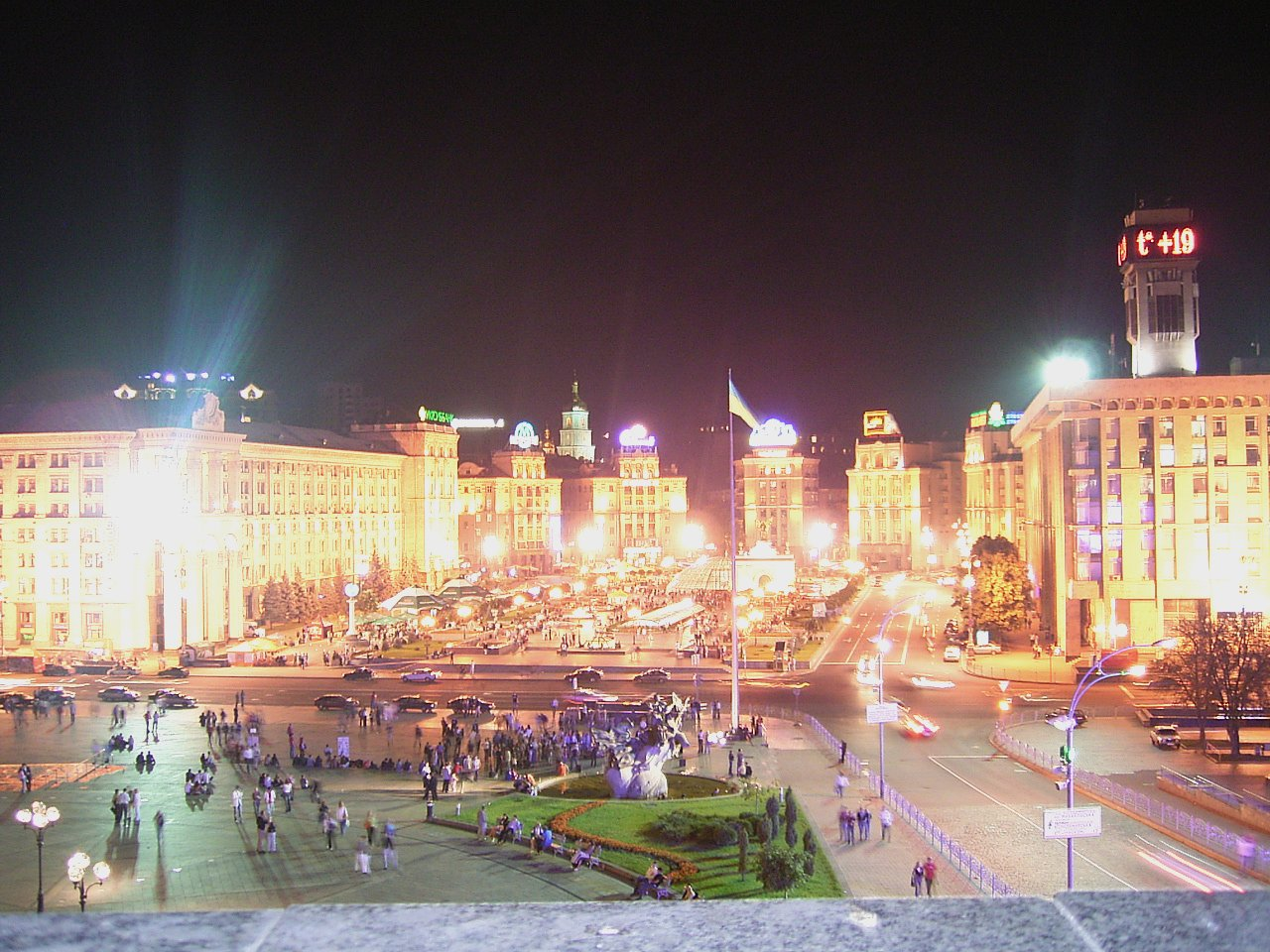
Майдан Незалежності вночі (2005)
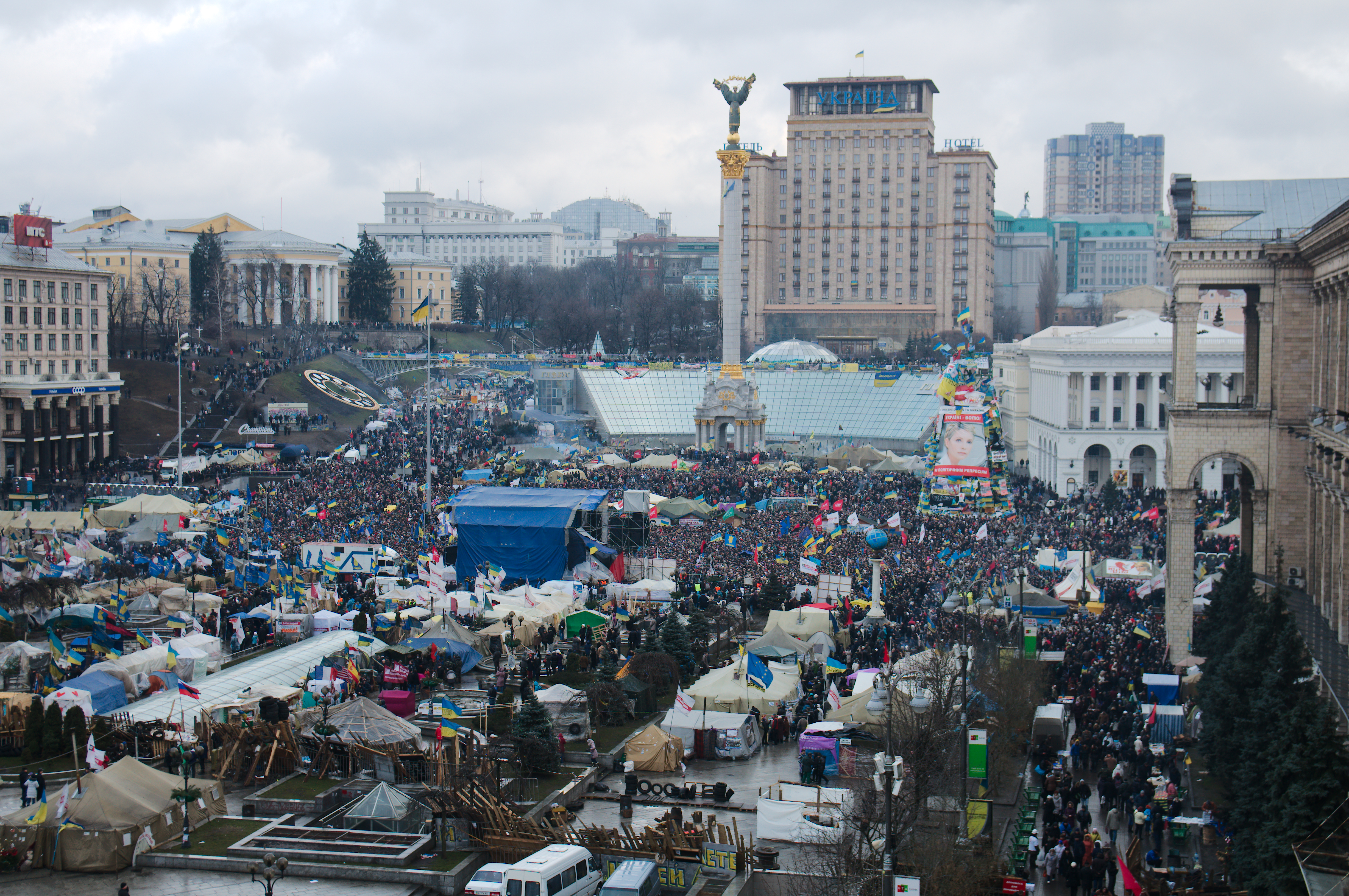
Майдан незалежності під час акцій протесту в грудні 2013 року
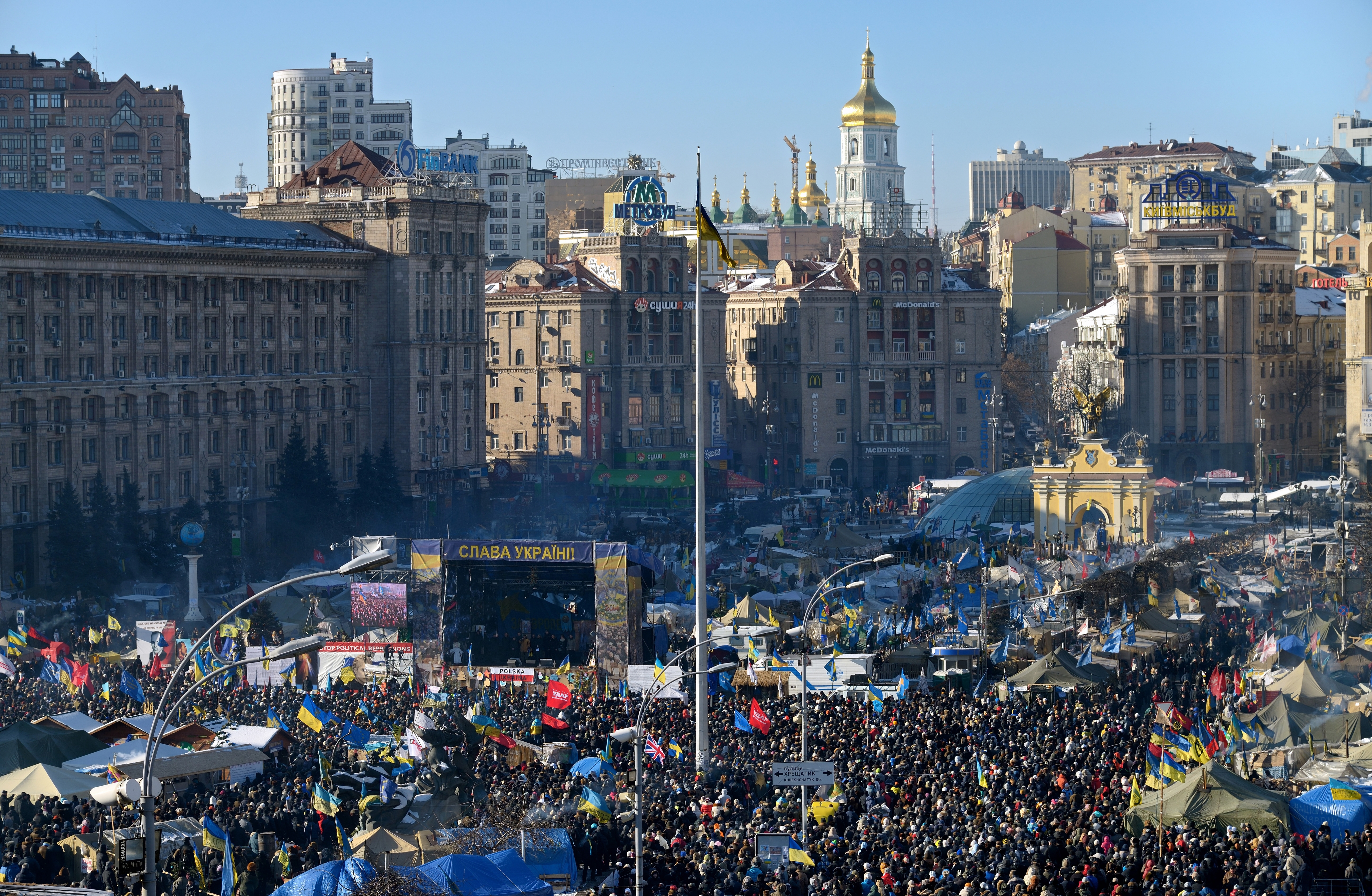
Народне віче 2 лютого 2014 року
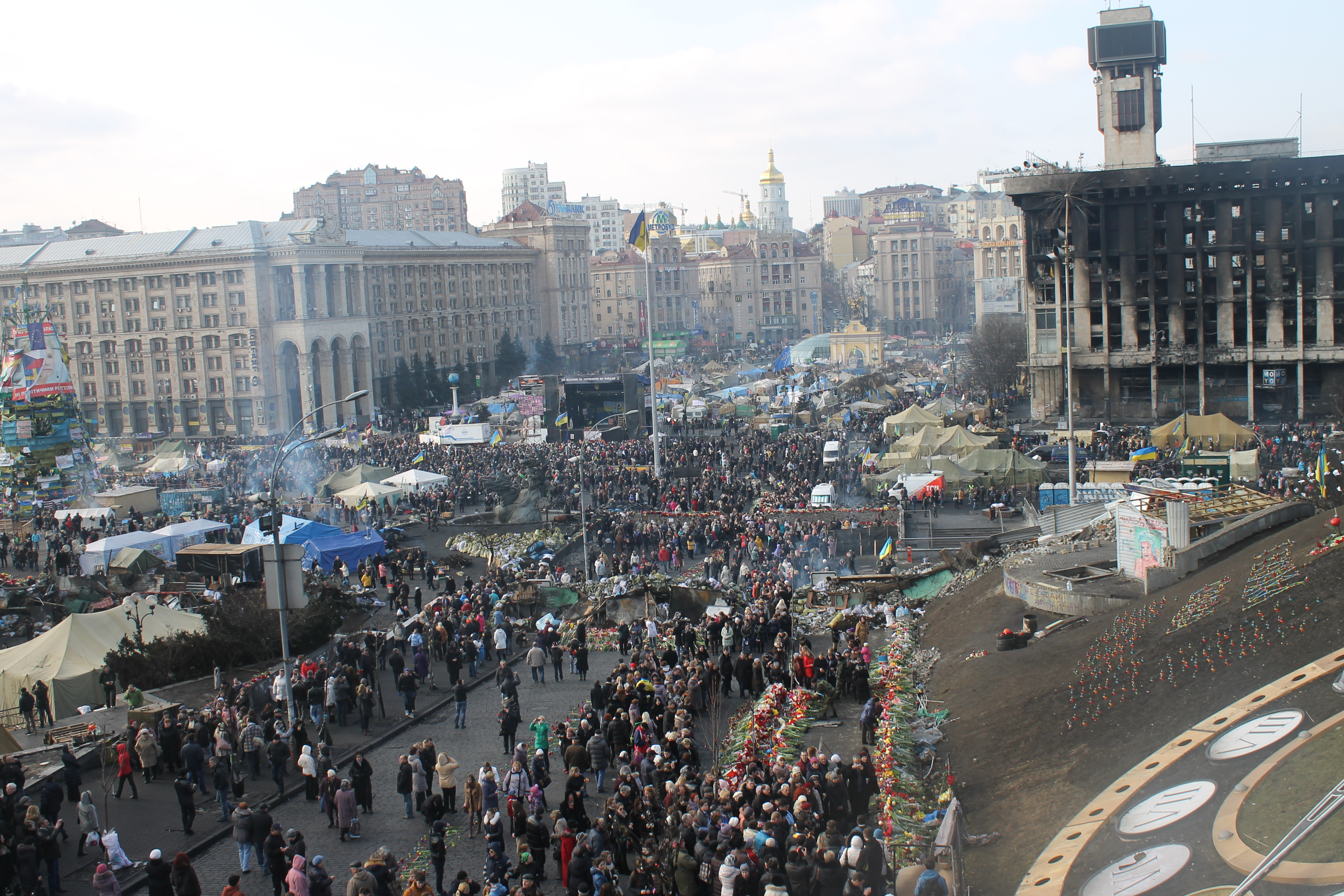
Майдан незалежності після боїв у лютому 2014 року
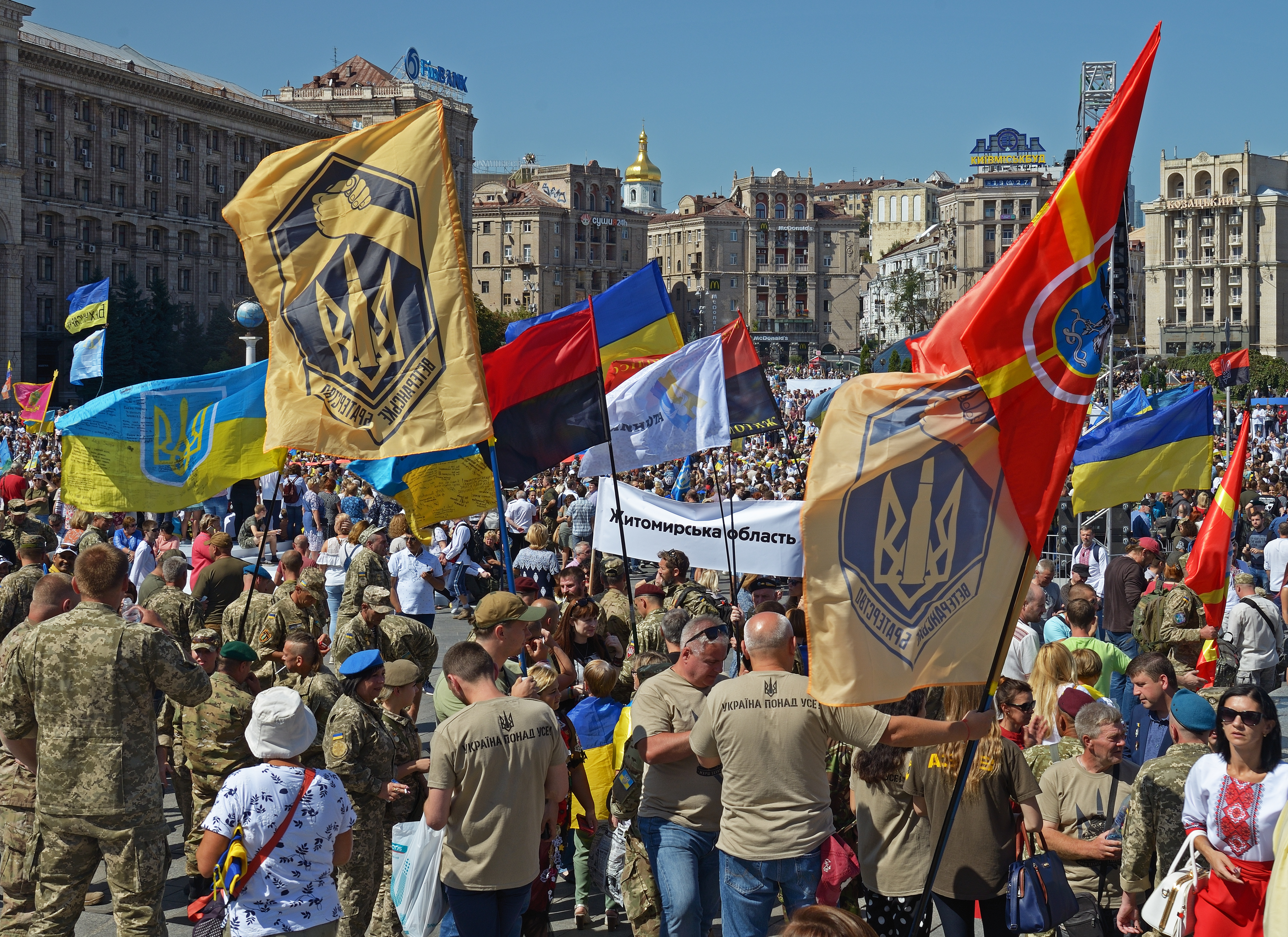
Марш захисників у День Незалежності, 2019 рік
- Виконання гімну на Майдані Незалежності у новорічну ніч 2014 року